# Neivamyrmex pacificus
Neivamyrmex pacificus es una especie de hormiga guerrera del género Neivamyrmex, subfamilia Dorylinae. 

## Distribución
Esta especie se encuentra en Perú.